# Mount Sefton
Mount Sefton – ósmy pod względem wysokości szczyt Nowej Zelandii, położony w Alpach Południowych.